# Oliver Bearman
Oliver James Bearman, född 8 maj 2005, är en brittisk racerförare som för närvarande tävlar i FIA Formel 1 för HAAS. Han blev mästare 2021 i både italienska och tyska Formel 4-mästerskapen. Han är även medlem i Ferrari Driver Academy. Han är för närvarande reservförare för Scuderia Ferrari och Haas F1 Team i Formel 1.

## Karriär
Bearman började med karting 2013, då han tävlade i mästerskapet i Trent Valley Kart Club. Han gick sedan över för att tävla i Super 1 National Championships, där han lyckades bli tvåa 2016 respektive 2017, och körde i kategorin Cadet. Han vann sedan Kartmasters British Grand Prix 2017, och han avslutade sin kartingkarriär starkt 2019 med seger i IAME International Final, IAME Euro Series och IAME Winter Cup.
2020 gjorde Bearman debut i tyska Formel 4-mästerskapet med US Racing, samtidigt som han tävlade i tre omgångar av italienska F4-mästerskapet. För säsongen 2021 flyttade Bearman till Van Amersfoort Racing för att köra i både tyska och italienska F4-mästerskapen. I den näst sista omgången av det italienska mästerskapet vann Bearman titeln då han kom på tionde plats. I det tyska mästerskapet tog Bearman sex segrar och vann titeln vid säsongens sista lopp på Nürburgring, vilket gjorde honom till den första föraren som lyckats ta två Formel 4-titlar under ett enda år.

### Formel 3
Den 31 oktober 2021 meddelades det att Bearman skulle delta i ett test efter säsongen av FIA Formel 3 med Prema Racing, tillsammans med Jak Crawford, Arthur Leclerc och Paul Aron. I slutet av året tillkännagavs Bearman som förare för Prema under säsongen 2022 tillsammans med Crawford och Leclerc. Under säsongen lyckades Bearman ta en seger, tre andraplatser och fyra tredjeplatser, vilket gjorde att han slutade trea i mästerskapet.

### Formel 2
Den 14 november 2022 tillkännagavs Bearman som förare för Prema Racing i Formel 2-mästerskapet 2023, tillsammans med Mercedes juniorförare Frederik Vesti. Under hans debutsäsong i Formel 2 kom han på sjätte plats i mästerskapet.
Bearman skulle stanna kvar med Prema Racing under säsongen 2024, där hans teakamrat blev Mercedes juniorförare Andrea Kimi Antonelli.

### Formel 1

#### 2024
Bearman gjorde sin Formel 1-debut under Saudiarabiens Grand Prix 2024 då han ersatte Carlos Sainz Jr. som drabbats av blindtarmsinflammation. Bearman blev den första föraren att göra sin Formel 1-debut hos Ferrari sedan italienaren Arturo Merzario 1972. Bearman kvalificerade sig som elfte bil, och missade den tredje kvalrundan med knapp marginal, varefter han fick beröm av bland annat Max Verstappen. I loppet slutade han sjua, och tog därmed sina första Formel 1-poäng i karriären. Han blev den yngsta föraren någonsin att ta poäng i sitt debutlopp. Han blev även utsedd till Driver of the day.
Haas meddelade inför Azerbajdzjans Grand Prix 2024 att Bearman kommer att köra istället för Kevin Magnussen, som stängdes av under ett lopp efter efter Italiens Grand Prix 2024, då han fått för många straffpoäng. I loppet kom han i mål på tionde plats, och tog en poäng. Han blev då den första föraren som tagit poäng för två olika team i sina två första starter. Bearman kom även att ersätta Magnussen vid Brasiliens Grand Prix, efter att Magnussen blivit sjuk. Bearman skulle ursprungligen kört träningspasset, sprintkvalet och sprintracet, vilket sedan utökades till resten av helgen.

#### 2025
Bearman skrev flerårskontrakt med Haas F1 Team från säsongen 2025 och framåt, efter långa spekulationer i media. Han kommer att bli teamkamrat med Esteban Ocon, som kommer att lämna Alpine efter fem säsonger.

## Formel 1-karriär
| Säsong            | Stall/Tillverkare      | Placering         | Lopp | Poäng | Etta | Tvåa | Trea | Pole | Varv |
| ----------------- | ---------------------- | ----------------- | ---- | ----- | ---- | ---- | ---- | ---- | ---- |
| 2024              | Ferrari · Haas-Ferrari | 18                | 2 1  | 6 1   | 0    | 0    | 0    | 0    | 0    |
| 2025              | Haas-Ferrari           | 16                | 9    | 6     | 0    | 0    | 0    | 0    | 0    |
| Sammanlagt (2025) | Sammanlagt (2025)      | Sammanlagt (2025) | 12   | 13    | 0    | 0    | 0    | 0    | 0    |